# Bethelium ornatum
Bethelium ornatum är en skalbaggsart. Bethelium ornatum ingår i släktet Bethelium och familjen långhorningar.

## Underarter
Arten delas in i följande underarter:
- B. o. ornatum
- B. o. metallicum
- B. o. ruficolle